# 시라세
시라세(白瀬)는 나가사키현 기타마쓰우라군 오지카정의 오지카섬의 서쪽 약 20km에 고립된 무인도이다.

## 개요
토오다이세(灯台瀬, 남도), 쇼오시라세(小白瀬, 여도) 등의 암초로 구성되어 있고, 오지카정 최서단의 섬이기도 하다. 식물은 거의 보이지 않고, 근해는 좋은 어장으로 알려져 있다.
러일 전쟁이 한창이던 1904년 12월 해군성의 요청에 의해 섬 정상에 고토 시라세 등대(五島白瀬灯台)가 급하게 설치되었다. 한때 ‘일본 재난소에 있는 등대’라고 해서 동남동쪽 약 10km에 있는 사람이 살지 않는 히라지마에 설치된 등대 감시소에서 근무하는 관리인에 의해 관리가 이루어지고 있었다.
2011년 일본의 배타적경제수역(EEZ)의 외연을 근거하는 낙도로 암초군의 북쪽에 있는 섬에 ‘시라세 기타코지마’(白瀬 北小島)라는 명칭이 해상 보안청에 의해 공식적으로 명명되었다.

## 참고 자료
- 『일본의 섬 가이드 SHIMADAS』 제2판, 2004년 7월, 재단법인 日本離島 센터, ISBN 4931230229